# Batchuluuny Batmagnai
Batchuluuny Batmagnai (23 de julio de 1989) es un luchador mongol de lucha libre. Ganó dos medallas de bronce en Campeonatos Asiáticos, de 2014 y 2016. Consiguió un séptimo puesto en Juegos Asiáticos de 2014. Tercero en Campeonato Mundial Universitario y Campeonato Mundial Militar de 2014.